# 岩本能史
岩本 能史（いわもと のぶみ、1966年 - ）は、日本のウルトラマラソンのランナー、指導者。オフィス・マイスター代表。

## 略歴
神奈川県横浜市で生まれ、小学校入学前に父親の仕事の関係で横須賀市へ引っ越す。小学校に入るとよく走るようになり、2年生時からは、自宅から小学校までの片道4kmの道のりを寄り道しながら徒歩で登校していた。
中学校ではバスケットボール部に所属。1年生時に行われた「中学校総合体育大会」で先生から「お前も出ろ」と声をかけられ、「100mなら出ます」と出場を承諾したが、エントリー時に先生が「100m」を「1000m」と書き間違えてしまい、1000mに出場することになった。自身が1000mに出場するということを知ったのは、大会当時会場に到着してからだったという。
2年に上がるときに学区再編があり転校。バスケットボールを志望したが、転校先の陸上部顧問に陸上を進められ、陸上部に所属。中学3年最後の駅伝では5区（950m）で区間新記録を記録。
卒業後は母親の母校である神奈川県立山北高校に入学したが、中学でエース級の活躍を見せていたにもかかわらず、高校ではビリであった。2年生になっても後輩に抜かれるほどだという。
大学以降はしばらくスポーツから一線を退いていたが、1992年10月、26歳の時にホノルルマラソンが20回目を迎えるという新聞記事を読み、「健康になるチャンスかもしれない」「何かの転機になるかもしれない」という思いで、後輩の西村周之を誘いホノルルマラソンに出場し完走する。このマラソンの完走後、職場に戻り「どうでした？」と完走を聞いてきた女性は後の妻・里奈である。
2000年1月5日の仕事始めで、今年もホノルルマラソン出場をする話を社内でしたところ、部下の一人から「今年あたりスパルタスロンを完走してくださいよ」と言われ、スパルタスロン、およびウルトラマラソンに興味を持つ。2002年に初完走し、以来7回の完走を記録。
2021年より、「JAPAN TROPHYシリーズ」レースを企画、2023年現在も続けられている。

## 主な戦績
- 2002年 スパルタスロン（ギリシャ246km） 初完走
- 2003年 スパルタスロン（ギリシャ246km） 6位 27時間23分
- 2004年 24時間走アジア選手権（台北） 2位 247.260km
- 2006年 24時間走世界選手権国内選考会 優勝 244.739km
- 2007年 スパルタスロン（ギリシャ246km） 7位 28時間14分
- 2010年 BADWATER135（アメリカ217km） 初完走
- 2011年 BADWATER135（アメリカ217km） 5位 27時間30分
- 2013年 BADWATER135（アメリカ217km) 19位 31時間34分
- 2016年 BADWATER135（アメリカ217km） 41位 37時間34分
- 2017年 BADWATER135（アメリカ217km） 27位 36時間00分
- 2018年 Badwater Salton Sea（アメリカ130km）4位
- 2019年 Badwater Salton Sea（アメリカ130km）優勝

## 著作
- あなたも3時間30分が切れる （ランナーズブックス 2008年）
- 非常識マラソンメソッド （ソフトバンククリエイティブ 2009年）
- フルマラソンがもう一度速くなる30のスイッチ （ランナーズブックス 2010年）
- 非常識マラソンマネジメント （ソフトバンククリエイティブ 2011年）
- 100kmマラソンは誰でも快走できる （ランナーズブックス 2012年）
- 違う自分になれ！ ウルトラマラソンの方程式 （講談社 2013年）
- 型破りマラソン攻略法 （朝日新聞出版 2015年）
- 限界突破マラソン練習帳 （講談社 2016年）
- 完全攻略ウルトラマラソン練習帳 （講談社 2017年）